# Bisbat d'Essen

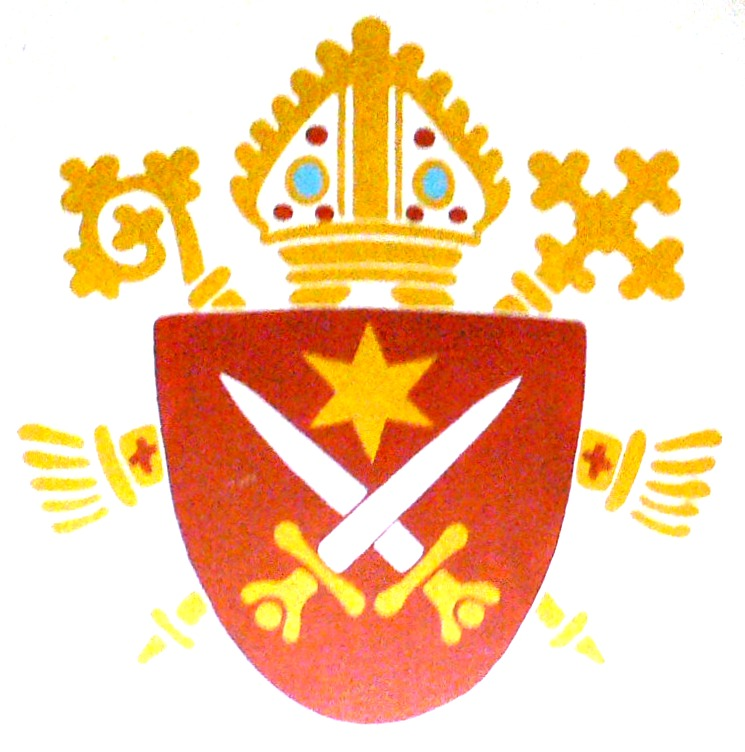
Escut de la diòcesi

El bisbat d'Essen (alemany: Bistum Essen, llatí: Dioecesis Essendiensis) és una seu de l'Església Catòlica a Alemanya, sufragània de l'arquebisbat de Colònia. Al 2013 tenia 844.188 batejats sobre una població de 2.525.313 habitants. Actualment està regida pel bisbe Franz-Josef Overbeck.

## Territori
La diòcesi està situada a la regió del Ruhr, al land del Rin del Nord - Westfàlia
La seu episcopal és la ciutat d'Essen, on es troba la catedral de la Santíssima Trinitat. A la diòcesi també es troba la basílica menor de San Ludger.
El territori s'estén sobre 1.877 km², i està dividit en 43 parròquies, agrupades en 8 vicariats urbans i 2 de rurals: Bochum-Wattenscheid, Bottrop, Duisburg, Essen, Gelsenkirchen, Gladbeck, Mülheim an der Ruhr, Oberhausen, Altena-Lüdenscheid i Hattingen-Schwelm.

## Història
La diòcesi va ser erigida 23 de febrer de 1957 mitjançant la butlla Germanicae gentis del Papa Pius XII, amb territori desmembrat de les arxidiòcesis de Colònia i Paderborn i de la diòcesi de Münster. L'erecció de la diòcesi seguia les convencions estipulades per l'acord entre la Santa Seu i el Land de Renània del Nord-Westfàlia, del 19 de desembre anterior.
El 25 d'octubre de 1959 es va establir el capítol dels canonges de la catedral amb la butlla Solet apostolica del papa Joan XXIII.
La diòcesi va patir alguns canvis territorials menors en 1960 i 2007, amb l'annexió de dues parròquies de les arxidiòcesis de Colònia i Paderborn.

## Cronologia episcopal
- Franz Hengsbach † (18 de novembre de 1957 - 21 de febrer de 1991 jubilat)
- Hubert Luthe † (18 de desembre de 1991 - 22 de maig de 2002 jubilat)
- Felix Genn (4 aprile 2003 - 19 de desembre de 2008 nomenat bisbe de Münster)
- Franz-Josef Overbeck, des del 28 d'octubre de 2009

## Estadístiques
A finals del 2014, la diòcesi tenia 844.188 batejats sobre una població de 2.525.313 persones, equivalent al 33,4% del total.
| any  | població  | població  | població | sacerdots | sacerdots       | sacerdots       | sacerdots             | diaques | religiosos | religiosos | parròquies |
| ---- | --------- | --------- | -------- | --------- | --------------- | --------------- | --------------------- | ------- | ---------- | ---------- | ---------- |
| any  | batejats  | total     | %        | total     | clergat secular | clergat regular | batejats por sacerdot | diaques | homes      | dones      |            |
| 1970 | 1.335.303 | 3.030.071 | 44,1     | 991       | 818             | 173             | 1.347                 |         | 204        | 2.203      | 232        |
| 1980 | 1.244.808 | 2.813.156 | 44,2     | 988       | 781             | 207             | 1.259                 | 29      | 247        | 1.489      | 348        |
| 1990 | 1.154.526 | 2.750.500 | 42,0     | 824       | 656             | 168             | 1.401                 | 64      | 197        | 964        | 347        |
| 1999 | 1.038.809 | 2.700.666 | 38,5     | 688       | 548             | 140             | 1.509                 | 75      | 164        | 623        | 344        |
| 2000 | 1.023.088 | 2.686.831 | 38,1     | 666       | 533             | 133             | 1.536                 | 74      | 155        | 578        | 341        |
| 2001 | 1.006.394 | 2.672.963 | 37,7     | 654       | 523             | 131             | 1.538                 | 74      | 148        | 489        | 333        |
| 2002 | 988.433   | 2.659.652 | 37,2     | 647       | 515             | 132             | 1.527                 | 74      | 149        | 548        | 321        |
| 2003 | 970.438   | 2.646.480 | 36,7     | 637       | 506             | 131             | 1.523                 | 75      | 150        | 529        | 307        |
| 2004 | 955.651   | 2.633.706 | 36,3     | 636       | 497             | 139             | 1.502                 | 80      | 156        | 546        | 293        |
| 2006 | 930.653   | 2.615.873 | 35,6     | 597       | 473             | 124             | 1.558                 | 79      | 139        | 453        | 281        |
| 2013 | 844.188   | 2.525.313 | 33,4     | 506       | 404             | 102             | 1.668                 | 77      | 118        | 387        | 43         |

## Galeria d'imatges

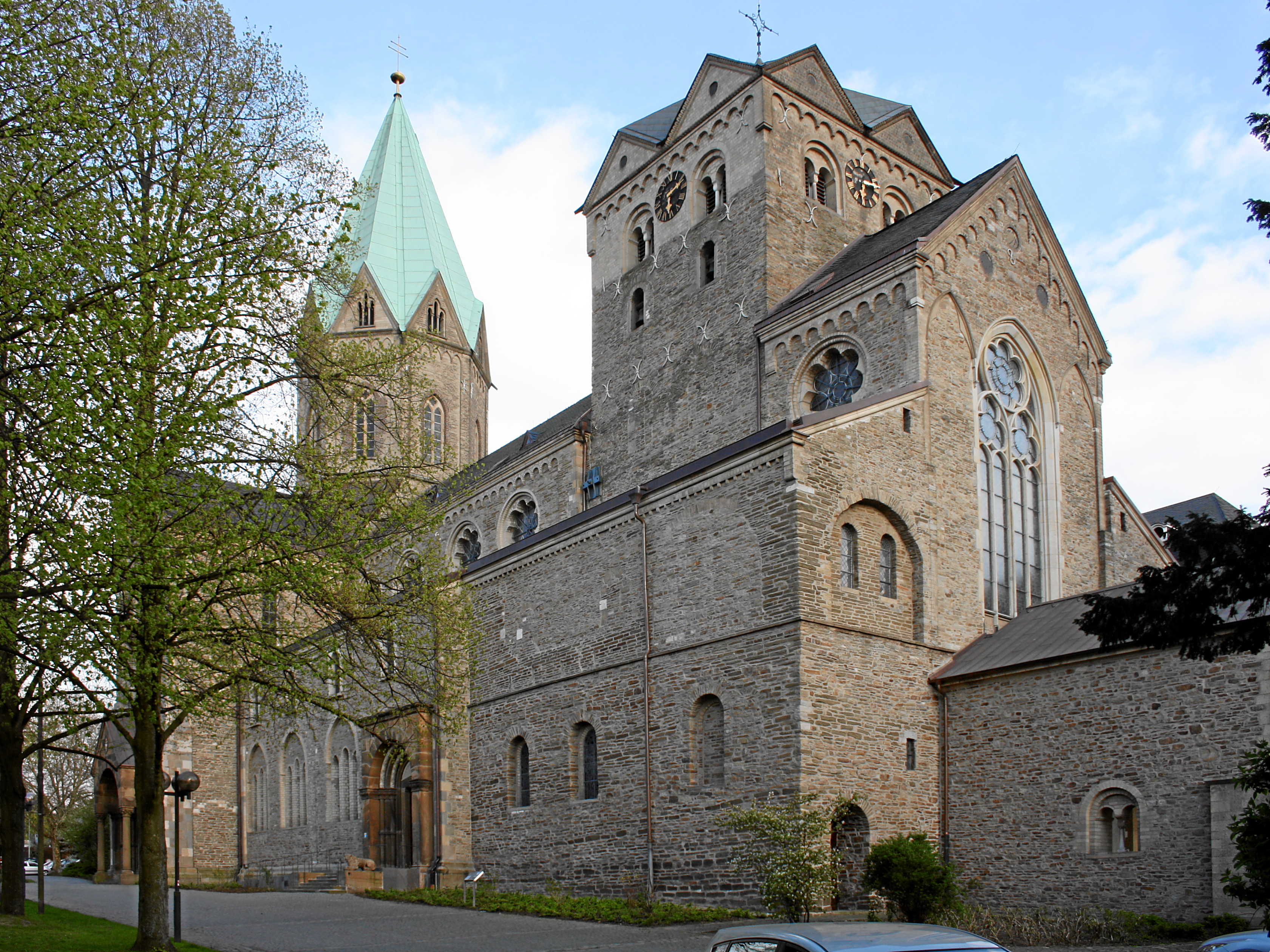
La basílica menor di San Ludgero a Essen
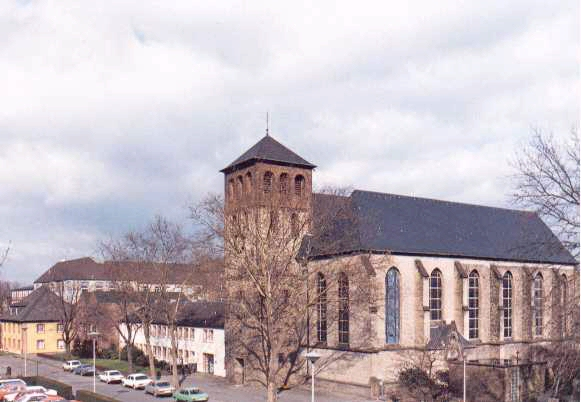
L'abadia premostratenca d'Hamborn
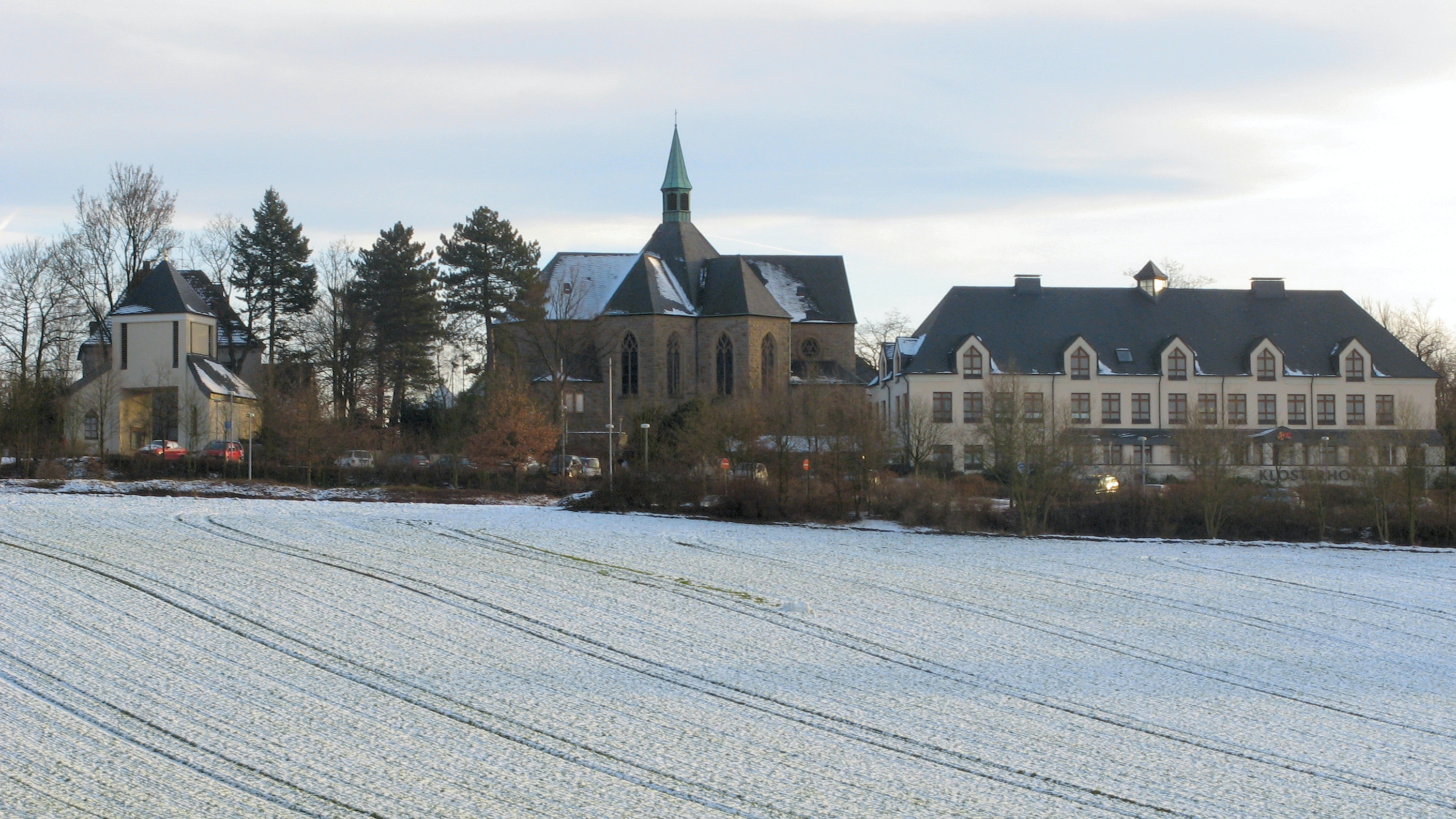
L'abadia cistercenca de Bochum